# Miguel's War
Pour plus de détails, voir Fiche technique et Distribution.
Miguel's War ou La guerra de Miguel (La Guerre de Mighel en anglais et en espagnol) est un film documentaire germano-libano-espagnol réalisé par Eliane Raheb, sorti en 2020 au cinéma.

## Synopsis
Ce documentaire est le portrait de Michel Jleilaty, un homosexuel venu du Liban et qui vit en Espagne depuis les années 1980 sous le nom de Miguel Alonso. Il raconte les traumatismes de son enfance qui l'ont poussé à fuir son pays natal. 

## Fiche technique
- Scénario : Eliane Raheb
- Réalisation : Eliane Raheb
- Photographie : Bassem Fayad
- Montage : Eliane Raheb
- Musique : Mazen Kerbaje
- Production : Itar Productions
- Durée : 128 minutes
- Date de sortie : 16 juin 2021

## Distinctions

### Sélections
- Escales documentaires - La Rochelle (France) 2021 : Compétition Internationale[1]
- Festival international du film de Berlin - Berlinale - Berlin (Allemagne) 2021 : Section Panorama[1]
- Festival du cinéma méditerranéen de Montpellier - Montpellier (France)  2021 : Compétition documentaires[1]

### Récompenses
- Teddy Award 2021[2]